# Дембиці (Куявсько-Поморське воєводство)
Дембиці (пол. Dębice, нім. Eichland) — село в Польщі, у гміні Влоцлавек Влоцлавського повіту Куявсько-Поморського воєводства.
У 1975-1998 роках село належало до Влоцлавського воєводства.